# Anthicus flavipes
Anthicus flavipes es una especie de coleóptero de la familia Anthicidae. La especie fue descrita científicamente por Georg Wolfgang Franz Panzer en 1797.